# 香农·博克斯
香农·博克斯（英語：Shannon Boxx，1977年6月29日—），美国女子足球运动员，司职中场。她曾代表美国国家队参加2004年、2008年和2012年夏季奥林匹克运动会足球比赛，获得三枚金牌。